# 巡邏

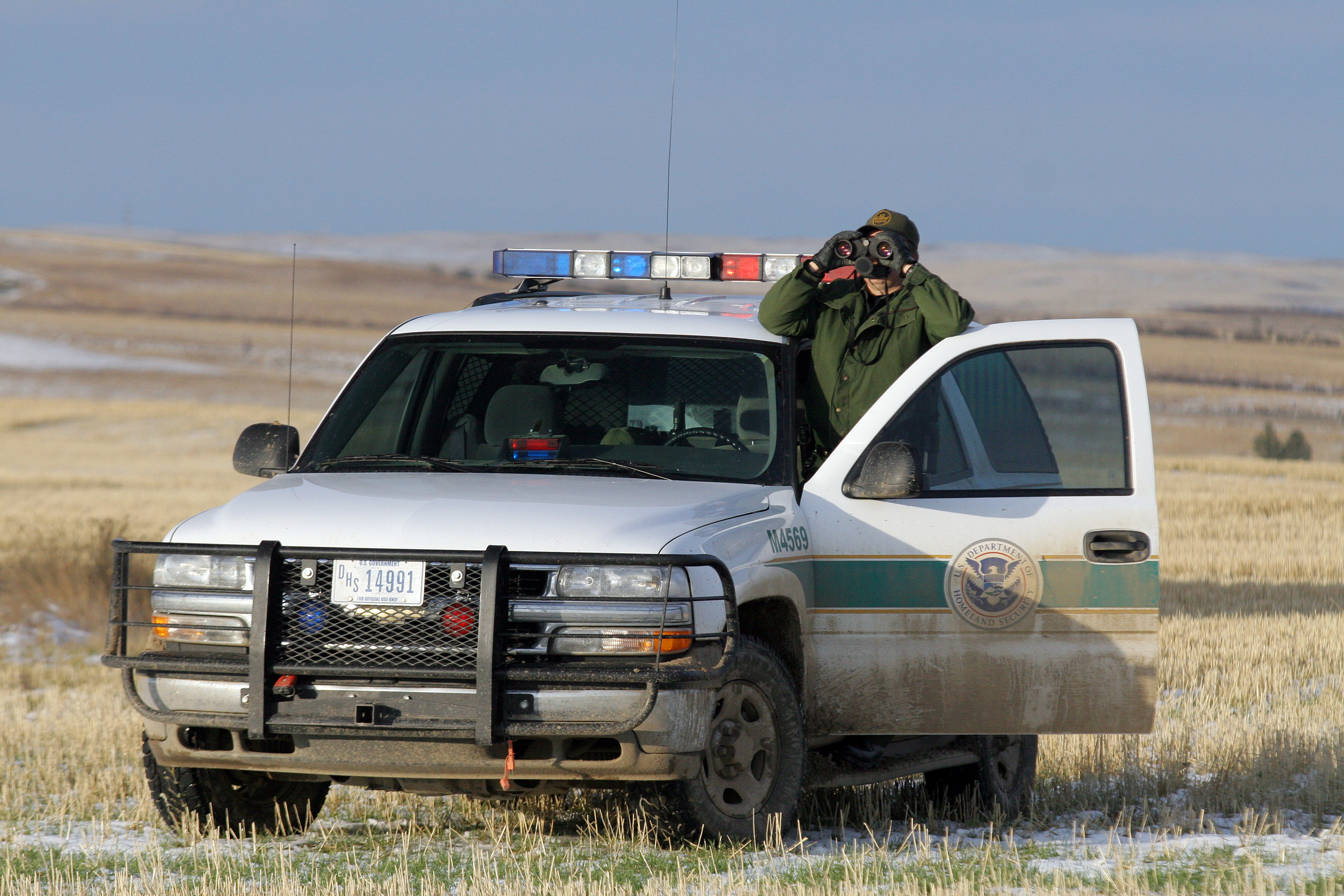
美國边境巡邏队

巡逻通常指警队或者军队在特定地理環境或地區执行管理任務。警务巡邏与军事巡邏在性质上存在显著差异：前者的主要功能包括震慑、侦测罪案以及即时的警力响应，而后者侧重于偵察，不涉及执行具体行动任务。此外，保安人员和物业管理人员也会从事巡逻工作，但其專業性和职责范围有所不同。